# Andrej Podkonický
Andrej Podkonický (* 9. Mai 1978 in Zvolen, Tschechoslowakei) ist ein ehemaliger slowakischer Eishockeyspieler, der seit 2023 Assistenztrainer des HK Awangard Omsk aus der Kontinentalen Hockey-Liga ist. Bis 2023 betreute er zudem die slowakische Nationalmannschaft als Assistenztrainer.

## Karriere
Andrej Podkonický spielte zunächst in der Nachwuchsabteilung des HKm Zvolen und kam im Alter von 16 Jahren zu ersten Einsätzen in der zweitklassigen 1. Liga. Beim NHL Entry Draft 1996 wählten ihn die St. Louis Blues in der achten Runde an 196. Stelle aus. Anschließend wechselte der Slowake in die Western Hockey League zu den Portland Winter Hawks, die ihn beim CHL Import Draft desselben Jahres als insgesamt 20. Spieler gezogen hatten. In seinem zweiten Jahr feierte er mit seiner Mannschaft zahlreiche Erfolge und auch Podkonický selbst erhielt einige Auszeichnungen. An der Seite seines Landsmanns und späteren NHL All-Stars Marián Hossa erreichte er zunächst den ersten Platz nach der regulären Saison und konnte auch die Play-offs erfolgreich bestreiten. Als President’s-Cup-Sieger qualifizierten sich die Winter Hawks für das Finalturnier um den Memorial Cup. Auch hier setzte sich Podkonickýs Team durch und gewann die wichtigste Juniorenmeisterschaft Nordamerikas. Als Topscorer der Endrunde erhielt der Slowake die Ed Chynoweth Trophy und wurde ins All-Star-Team gewählt.
Anschließend folgte der Wechsel ins professionelle Senioreneishockey. Zunächst schickten die St. Louis Blues Podkonický in die American Hockey League zu deren Farmteam, die Worcester IceCats. Dort brachte er beständige Leistungen, doch zu Einsätzen in der besten Liga der Welt reichte es noch nicht. Nach zweieinhalb Jahren transferierten die Blues den Linksschützen im Dezember 2000 im Tausch mit Eric Boguniecki zu den Florida Panthers. Nach 41 Spielen für die Louisville Panthers kam er schließlich zu seinem Debüt in der National Hockey League. In sechs Partien verbuchte Podkonický einen Treffer. Zur Saison 2001/02 wechselte er zurück nach Europa und unterzeichnete einen Vertrag bei HIFK Helsinki in der finnischen SM-liiga. Nach einem halben Jahr schloss er sich dem HC Slovan Bratislava an und spielte dort die restliche Saison. 2002 folgte der Wechsel in die Deutsche Eishockey Liga zu den Iserlohn Roosters. Mit den Sauerländern verpasste er die Play-offs nur knapp. Im Anschluss suchte er erneut seine Chance in der NHL und unterschrieb als Free Agent bei den Washington Capitals. Doch auch diesmal verbrachte er den Großteil der Saison nur in der AHL bei den Portland Pirates und kam nur zu zwei Einsätzen bei den Capitals.
Daher wechselte er 2004 zu den Bílí Tygři Liberec in die tschechische Extraliga. Hier erreichte der Slowake in drei aufeinander folgenden Jahren mit seinem Team den ersten Platz nach der regulären Saison. In den Play-offs scheiterte sein Team allerdings stets im Viertel- bzw. Halbfinale. Die Saison 2007/08 spielte er dann in der russischen Superliga bei Witjas Tschechow. Kurz vor dem Ende der Spielzeit kehrte Podkonický nach Liberec zurück und war dort auch im nächsten Jahr aktiv. Nach dem neunten Platz in der regulären Saison scheiterte der Linksschütze mit seinem Team bereits in den Pre-Play-offs. Zur Saison 2011/12 wechselte er innerhalb der tschechischen Extraliga zum HC Kometa Brno.
Im November 2011 wurde er an den BK Mladá Boleslav ausgeliehen, für den er in der Extraliga-Abstiegsrunde und der Liga-Relegation spielte. Anschließend kehrte er 2012 zu seinem Heimatverein zurück, bei dem er 2015 seine Karriere beendete. Anschließend arbeitete er als Trainer beim HKm Zvolen und seit 2018 auch bei der slowakischen Nationalmannschaft. 2021 gewann er mit dem HKm die slowakische Meisterschaft und wurde anschließend Cheftrainer bei Slovan Bratislava. Mit Slovan gewann er 2022 einen weiteren Meistertitel. 2023 wechselte er als Assistenztrainer zum HK Awangard Omsk aus der Kontinentalen Hockey-Liga.

### International
Podkonický nahm im Juniorenbereich für die Slowakei zunächst an der U18-B-Europameisterschaft 1995 teil, als der Aufstieg in die A-Gruppe gelang, und dann bei der U18-Europameisterschaft 1996. Mit der slowakischen U20-Auswahl spielte er sodann bei den Junioren-Weltmeisterschaften 1996 und 1997.
Zu seinem ersten WM-Einsatz für die Slowakei kam er erst zehn Jahre später bei der Weltmeisterschaft 2007. Auch an den Weltmeisterschaften 2008 und 2010 nahm er teil.

## Erfolge und Auszeichnungen
- 1995 Aufstieg in die A-Gruppe bei der U18-B-Europameisterschaft
- 1998 President’s-Cup-Gewinn mit den Portland Winter Hawks
- 1998 Memorial-Cup-Gewinn mit den Portland Winter Hawks
- 1998 Ed Chynoweth Trophy
- 1998 Memorial Cup All-Star-Team
- 2002 Slowakischer Meister mit dem HC Slovan Bratislava
- 2013 Slowakischer Meister mit dem HKm Zvolen
- 2021 Slowakischer Meister mit dem HKm Zvolen (als Co-Trainer)
- 2022 Slowakischer Meister mit dem HC Slovan Bratislava (als Cheftrainer)
- 2022 Bronzemedaille bei den Olympischen Winterspielen (als Co-Trainer)

## Karrierestatistik

### International
Vertrat die Slowakei bei:
- U18-B-Europameisterschaft 1995
- U18-Europameisterschaft 1996
- Junioren-Weltmeisterschaft 1996
- Junioren-Weltmeisterschaft 1997
- Weltmeisterschaft 2007
- Weltmeisterschaft 2008
- Weltmeisterschaft 2010

(Legende zur Spielerstatistik: Sp oder GP = absolvierte Spiele; T oder G = erzielte Tore; V oder A = erzielte Assists; Pkt oder Pts = erzielte Scorerpunkte; SM oder PIM = erhaltene Strafminuten; +/− = Plus/Minus-Bilanz; PP = erzielte Überzahltore; SH = erzielte Unterzahltore; GW = erzielte Siegtore; 1 Play-downs/Relegation; Kursiv: Statistik nicht vollständig)